# Агведаль

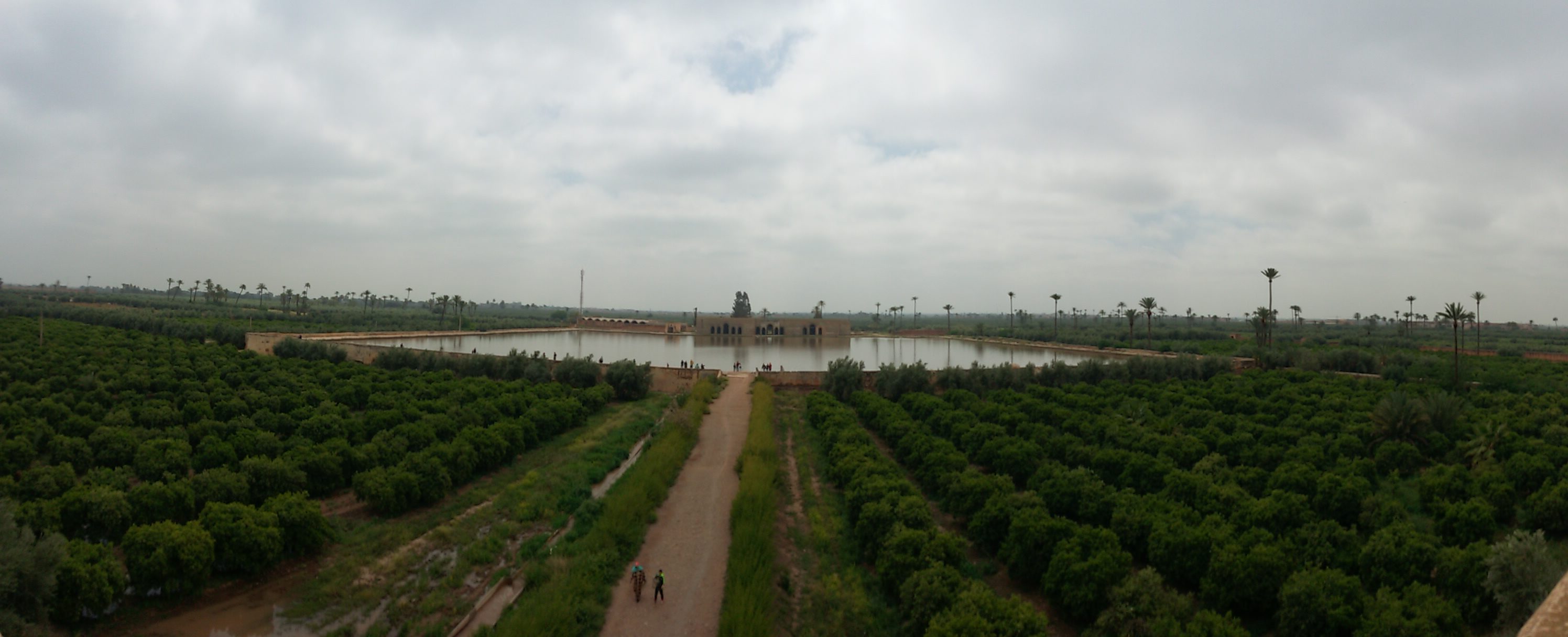
Панорамный вид на агведаль в Марракеше

Агведаль — арабское название обширных, огороженных и роскошно обустроенных садово-парковых территорий, принадлежащих султану и специально предназначенных для его отдыха и развлечения. Подобные садовые комплексы были типичны для мавританской Испании и арабских стран Востока; в символизме тех времён они несли в себе образ райского сада.
Планировка агведаля может быть охарактеризована наличием прямоугольной сетки аллей и крупного водоёма в центре, у которого дно и берега выкладывались керамической плиткой и изразцами. Как правило, садовое хозяйство агведаля состояло из фруктовых и оливовых рощ, которые украшались цветниками, партерами и другими декоративнo-художественными формами. Помимо рекреационного агведаль имел также и важное хозяйственное значение.